# Arin-Berd

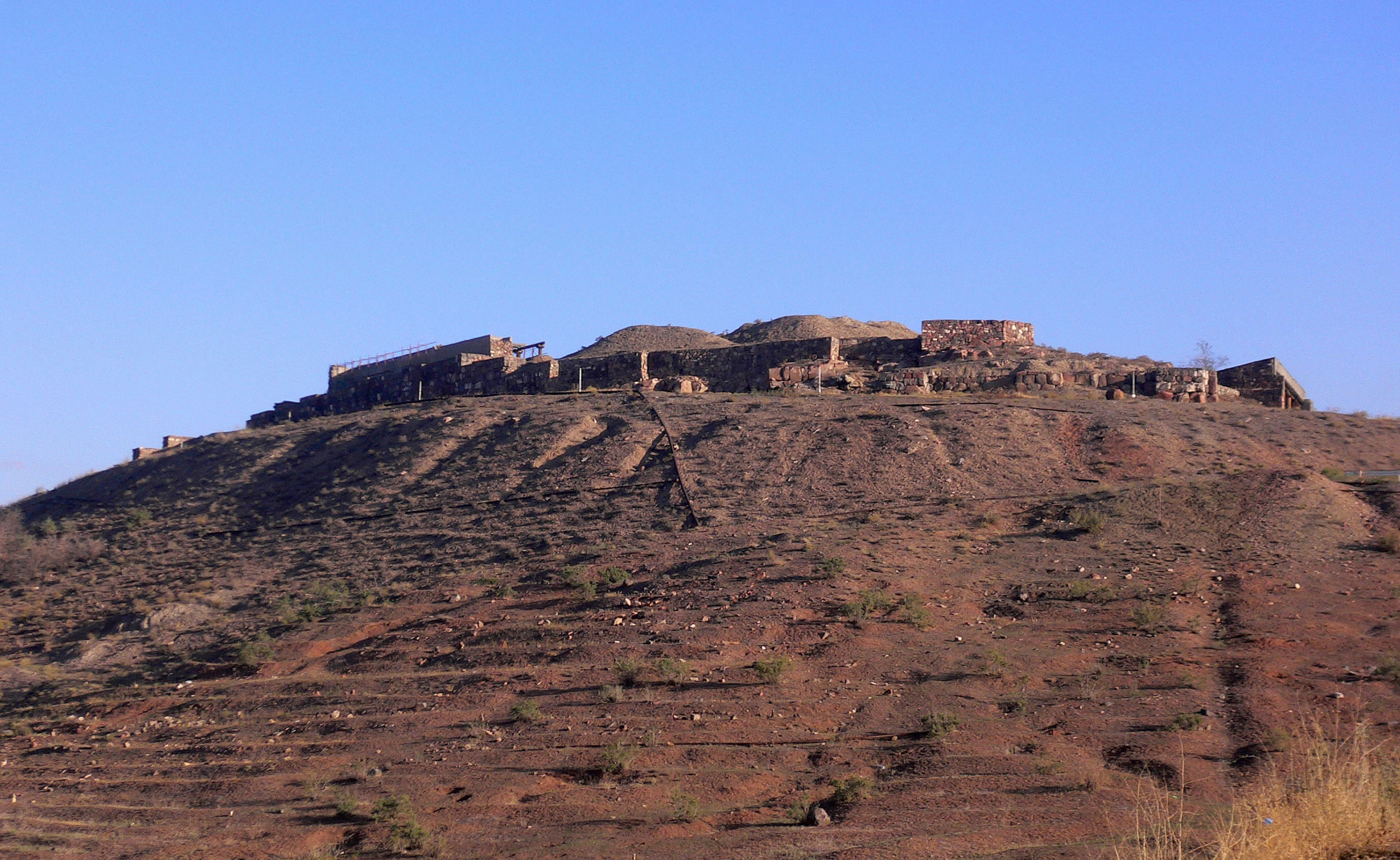
Erebuni, 2008

Arin-Berd (auch Arin-berd, Arinberd, Arinbert, armenisch Արին բերդ, sinngemäß „Arierfestung“) ist ein Hügel südöstlich von Jerewan, Armenien. In diesem Hügel wurden die Überreste der befestigten Siedlung Erebuni vom Anfang des 8. Jahrhunderts v. u. Z. gefunden.
Erstmals wurden Wissenschaftler im Jahre 1894 auf Arin-Berd aufmerksam, als der russische Anthropologe Alexei Arsenjewitsch Iwanowski von einem Bewohner eines benachbarten Dorfes einen Stein mit urartäischer Keilschrift kaufte, den dieser 1879 auf Arin-Berd gefunden hatte. Der russische Orientalist Michail Wassiljewitsch Nikolski veröffentlichte eine Zeichnung und eine ungefähre Übersetzung der Inschrift. Demnach besagt der Text, dass der urartäische König Argišti I. an dieser Stelle einen Speicher mit einer Kapazität von 10.100 Kapi erbauen ließ.
1950 wurden archäologische Ausgrabungen durchgeführt, bei denen die befestigte Siedlung Erebuni entdeckt wurde. Erebuni war 782 v. u. Z. unter König Argišti I. zum Schutz der in der Araratebene siedelnden Urartäer errichtet worden. Die Ausgrabungen lieferten Einblicke in die Geschichte des Urartäischen Reiches.